# Патруль Янцзи
Патруль Янцзи також відомий як Сили патрулювання річки Янцзи (1854—1949), був тривалою військово-морською операцією по захисту інтересів США в так званих «договірних портах» Янцзи. Кораблі військово-морських сил США патрулювали ріку, охороняючи громадян США, їх власність і християнських місіонерів. Янцзи є найдовшою річкою Китаю, і дуже важлива для торгівлі. Морські кораблі могли підніматися течією до міста Ухань. Американські річкові кораблі піднімалися аж до міста Чунцін, більш ніж 2100 кілометрів від моря.

## Операції (1854—1949)

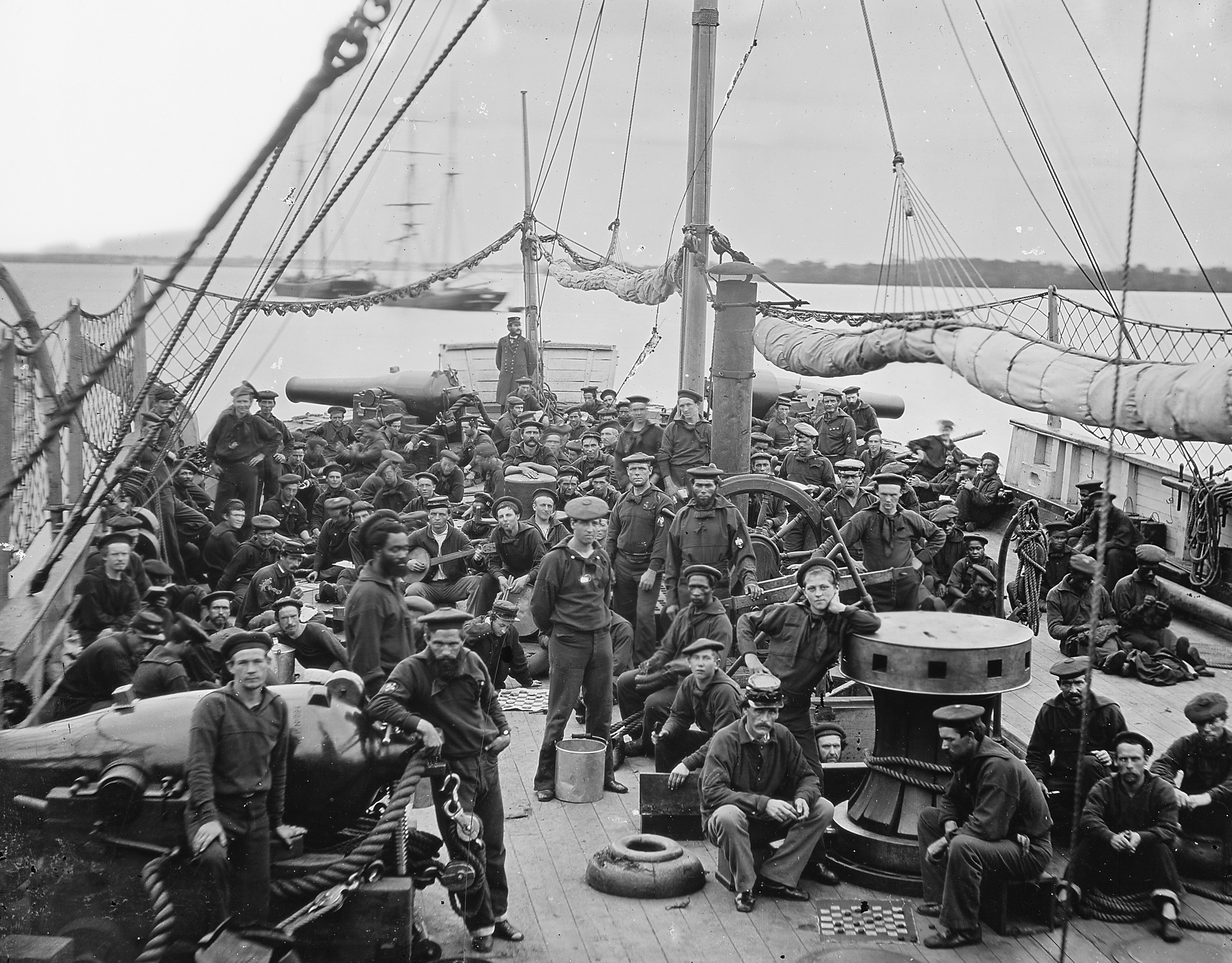
Американські моряки на борту річкового канонерського човна 1864

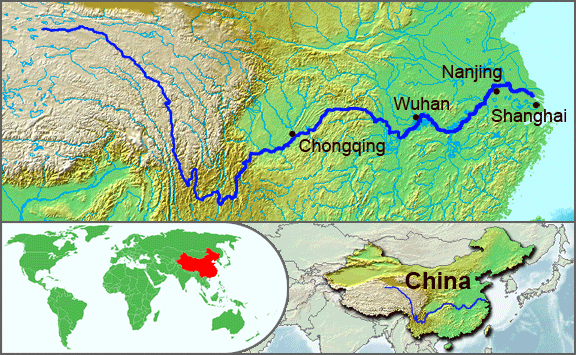
Ріка Янцзи, Китай

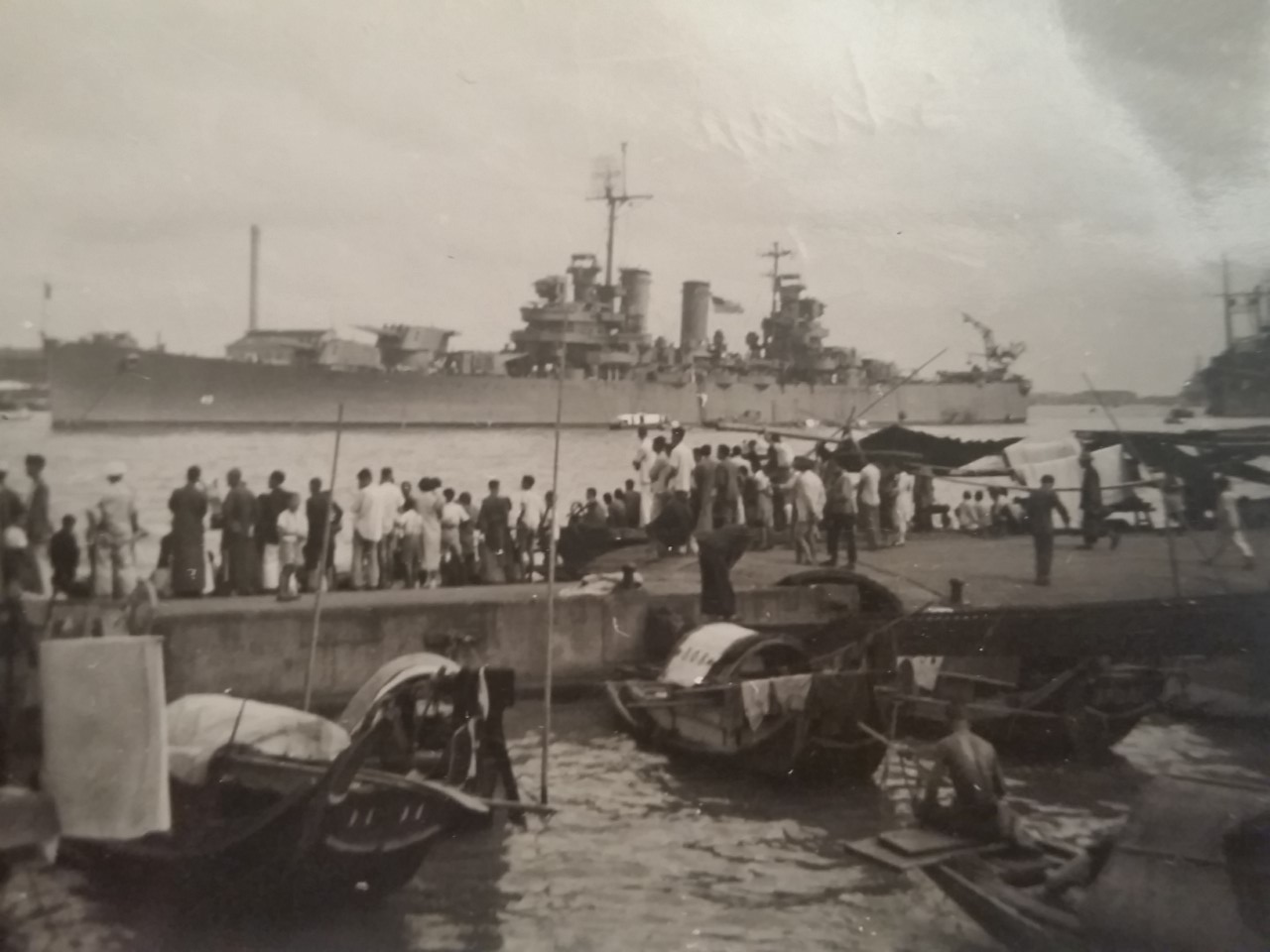
Американський військовий корабель «Нашвілл» у складі Патруля Янцзи, жовтень 1945

У 1860-х і 1870-х, американські торгові судна активно використовували нижню течію Янцзи до глибоководного порту Ханькоу, розташованому на 1090 кілометрів від моря. Американські кораблі боролися з піратством і кілька разів висаджували десанти для захисту американських інтересів.  У 1874 році американський канонерський човен дійшов до Їчану, за 1569 кілометрів від моря. Впродовж кінця 19 століття значних подій не відбувалося. Однак, стабільність у Китаї почала руйнуватися після 1890, що призвело до зростання військово-морської присутності США на Янцзи. У 1920-х кораблі патруля активно використовувалися для протидії сваволі польових командирів та нападам бандитів за умов анархії, яка наростала у Китаї після революції.

## Розформування патруля Янцзи
Коли бойові дії під час Китайської громадянської війни досягли долини Янцзи в 1949 році, ВМС США остаточно припинили свою діяльність на Янцзи і було офіційно розформовано патруль Янцзи.